# سرمایه‌گذاری مترو پسیفیک
سرمایه‌گذاری مترو پسیفیک (انگلیسی: Metro Pacific Investments) شرکت خوشه‌ای فیلیپینی است، که در سال ۲۰۰۶ توسط مانوئل پانگیلینان تأسیس شد.